# Liste der Monuments historiques in La Tour-d’Aigues
Die Liste der Monuments historiques in La Tour-d’Aigues führt die Monuments historiques in der französischen Gemeinde La Tour-d’Aigues auf.

## Liste der Bauwerke
| Bezeichnung                                                | Beschreibung | Standort                                       | Kennzeichnung | Schutzstatus | Datum | Bild           |
| ---------------------------------------------------------- | ------------ | ---------------------------------------------- | ------------- | ------------ | ----- | -------------- |
| Kirche Notre-Dame-de-Romégas                               |              | Place de l’Église (Lage)                       | PA00082176    | Classé       | 1984  | weitere Bilder |
| Maison d’Estienne du Bourguet                              |              | 79 place Jean-Jaurès 4 rue des Remparts (Lage) | PA84000024    | Inscrit      | 1998  |                |
| Maison noble Eingangstor                                   |              | 9 rue de l'Église (Lage)                       | PA00082177    | Inscrit      | 1929  | weitere Bilder |
| Schloss La Tour-d’Aigues Terrasse, Nebengebäude, Eiskeller |              | Place Jean Jaurès (Lage)                       | PA00082175    | Classé       | 1984  | weitere Bilder |

## Liste der Objekte
| Bezeichnung                             | Beschreibung | Standort | Kennzeichnung | Schutzstatus | Datum | Bild |
| --------------------------------------- | --- | -------- | ------------- | ------------ | ----- | ---- |
| Kanzel                                  | In die Kanzel aus dem 17. Jahrhundert sind das Thema Mariä Himmelfahrt, der heilige Christophorus und verschiedene andere Heilige geschnitzt. | Kirche   | PM84000576    | Classé       | 1908  |      |
| Prozessionskreuz                        | Das silberne Kreuz ist eine Goldschmiedearbeit aus dem 16. Jahrhundert.                                                                       | Kirche   | PM84000577    | Classé       | 1966  |      |
| Skulpturengruppe Die Grablegung Christi | 16. Jahrhundert | Kirche   | PM84000575    | Classé       | 1908  |      |